# Parafia św. Mikołaja w Radomiu
Parafia Świętego Mikołaja – parafia prawosławna w Radomiu, w dekanacie Kraków diecezji łódzko-poznańskiej.
Na terenie parafii funkcjonuje 1 cerkiew:
- cerkiew św. Mikołaja w Radomiu – parafialna

## Historia
W XVIII wieku kupcy greccy, uciekając przed prześladowaniami tureckimi, znaleźli schronienie w Polsce. Osiedlili się m.in. w Opatowie i uzyskali zgodę władz Królestwa Polskiego do zakładania swoich świątyń w domach prywatnych, utrzymania we własnym zakresie kapłana prawosławnego i odprawiania nabożeństw w obrządku bizantyjskim. Z tego okresu (1778) bierze swój początek prawosławna parafia w Opatowie, która w 1837 r. została przeniesiona do Radomia.
W Radomiu na pierwszą cerkiew zaadaptowano dawny kościół klasztorny Sióstr Bernardynek, zamknięty przez władze austriackie w 1809 r. i przerobiony na więzienie. Pierwszym proboszczem prawosławnym w Radomiu został ks. Ignacy Klimowicz. W tym czasie do parafii należało 234 wiernych (nie licząc wojskowych).
W październiku 1837 r. odbyła się uroczysta konsekracja radomskiej cerkwi, której dokonał biskup warszawski Antoni (Rafalski), sufragan eparchii wołyńskiej. Z tej okazji główny konsekrator ofiarował ewangeliarz z własnoręcznym napisem: „Księgę tę, św. Ewangelię, składam w darze radomskiej cerkwi prawosławnej pw. św. Mikołaja w dniu jej wyświęcenia 10/22 października 1837 roku. Pokorny Antoni, prawosławny biskup Warszawski”. Ewangeliarz (pochodzący z 1804 r.) zachował się do dzisiaj i jest używany podczas uroczystych nabożeństw w parafii.
W wyniku starań biskupa Antoniego parafia otrzymała w 1839 r. parcelę miejską przy szosie warszawskiej na urządzenie tam cmentarza. Począwszy od lat 70. XIX w., rodziła się myśl o wybudowaniu własnej, prawosławnej świątyni w Radomiu. Potrzebę potęgował szybki wzrost liczby parafian, a ponadto architektura świątyni wydawała się obca duchowi prawosławia. Współistnienie cerkwi w jednym kompleksie z budynkami więzienia również budziło kontrowersje.
W 1902 r. ukończono budowę okazałej, posiadającej 3 ołtarze cerkwi pod wezwaniem św. Mikołaja, zlokalizowanej w samym centrum miasta. Konsekracji świątyni dokonał w styczniu tegoż roku biskup lubelski German, biskup pomocniczy eparchii chełmsko-warszawskiej. W 1901 r. parafia liczyła 2757 osób, a według danych statystycznych, zawartych w Obzorach Radomskoj Gubierni – na terenie całej guberni radomskiej zamieszkałych na stałe było 1907 r., a czasowo 2287 wyznawców prawosławia.
Wybuch I wojny światowej zmienił sytuację radomskich prawosławnych. Liczba parafian znacznie się zmniejszyła, przestały funkcjonować wszystkie świątynie prawosławne w mieście – gimnazjalna, pułkowa oraz sobór (św. Mikołaja). 20 lipca 1915 r. do Radomia wkroczyły wojska austriacko-węgierskie. Traktując prawosławny sobór jako zdobycz wojenną, ograbiły go ze wszystkiego, co stanowiło jakąkolwiek wartość, a następnie ogołocony przekazały władzom miejskim.
W 1918 r. staraniem Polskiego Towarzystwa Krajoznawczego planowano przerobienie soboru na Muzeum Ziemi Radomskiej. Sporządzono projekt, lecz idea ta nie została zrealizowana. W latach 1925–1930 sobór przebudowano na rzymskokatolicki kościół garnizonowy, po czym dokonano uroczystej konsekracji.
Po I wojnie światowej radomska parafia prawosławna utraciła osobowość prawną. W ciągu całego okresu międzywojennego nie udało się zorganizować parafii. Nabożeństwa były bardzo rzadko odprawiane, w wynajmowanych pomieszczeniach, przez zaproszonego lub delegowanego duchownego, najczęściej z Warszawy.
Podczas II wojny światowej, korzystając z gościnności parafii luterańskiej, urządzono cerkiew domową w pomieszczeniu kamienicy przy ulicy Mikołaja Reja 6.
W 1959 r., po oficjalnym wznowieniu działalności parafii, przyznano subwencję z Funduszu Kościelnego na budowę cerkwi. Świątynię postanowiono wybudować na cmentarzu prawosławnym przy ulicy Warszawskiej 15. Budowę cerkwi rozpoczęto w 1980 r., jednak już w 1983 r. przerwano ze względu na poważne błędy konstrukcyjne, uniemożliwiające kontynuację prac. Głównym inicjatorem podjęcia na nowo budowy radomskiej świątyni parafialnej był przede wszystkim ówczesny metropolita Bazyli, biorąc w tym przedsięwzięciu aktywny i osobisty udział.
W 1986 r. wznowiono budowę cerkwi, którą ukończono po 6 latach. Konsekracji dokonał ówczesny biskup białostocki i gdański Sawa, w asyście ordynariusza diecezji biskupa Szymona oraz biskupa lubelskiego i chełmskiego Abla.
W 2003 r. powstał mozaikowy ornament okalający cerkiew. Stworzyła go grupa artystyczna Trójka Murarska, złożona z młodych absolwentek Akademii Sztuk Pięknych w Warszawie (Hanna Dąbrowska-Certa, Joanna Jarząbek i Agnieszka Kicińska). Pracowały nad nim z własnej inicjatywy, przez ok. 1,5 miesiąca.
19 grudnia 2017 r. oddano do użytku nowy dom parafialny. Tego samego dnia w radomskiej cerkwi miały miejsce święcenia kapłańskie.

## Wykaz proboszczów
- 1939–1946 – ks. Izaakiusz Doroszenko
- 1946–1954 – ks. Teodor Kuczyński
- 1954 – ks. Bazyli Laszenko
- 1955 – ks. Dymitr Doroszkiewicz
- 1956 – ks. Eugeniusz Mironowicz
- 1956–1961 – ks. Konstanty Gromadzki
- 1961–1969 – ks. Aleksander Janowski
- 1969–1980 – ks. Stefan Wawreniuk
- 1980–1984 – ks. Anatol Fiedoruk
- 1984–2006 – ks. Rościsław Kozłowski
- 2006–2018 – ks. Tomasz Rubczewski
- od 2018 – ks. Paweł Sidoruk